# Opération Collar (convoi)
Campagnes d'Afrique, du Moyen-Orient et de Méditerranée (1940-1945)
Batailles
Siège de Malte : Convois de Malte, Bataille du cap Teulada
L'Opération Collar était une opération navale combinée de la Royal Navy lancée des deux extrémités de la Méditerranée, avec l'intention de combiner le mouvement de deux petits convois de ravitaillement avec la redistribution des forces navales britanniques, au début de la campagne de la Méditerranée. L'entrée de l'Italie dans la Seconde Guerre mondiale avait divisé en deux la présence britannique en Méditerranée. La principale flotte britannique méditerranéenne (Force D), sous l'amiral Andrew Cunningham, était basée à Alexandrie, en Égypte, tandis que la plus petite Force H de l'amiral James Somerville était basée à Gibraltar, pouvant opérer soit en Méditerranée, soit en Atlantique. La seule base britannique de la Méditerranée centrale était l'île assiégée de Malte.

## L'opération
L'Opération Collar  avait trois objectifs principaux : 
- Approvisionnement de Malte par 6 navires marchands, l'un venant du Royaume-Uni et l'autre d'Égypte.
- Mission du vieux cuirassé HMS Ramillies et des croiseurs HMS Berwick et HMS Newcastle, allant d'Alexandrie à Gibraltar et constituant la Force D qui fut renforcée du croiseur anti-aérien HMS Coventry et du destroyers Defender, Gallant, Greyhound, Griffin et Hereward, qui ont également quitté Alexandrie pour rencontrer le convoi à destination de l'est à un point au sud de la Sardaigne.
- les croiseurs HMS Manchester et HMS Southampton, transportaient 1370 techniciens de la Royal Air Force et escortaient de près les navires marchands SS New Zealand Star, SS Clan Forbes et SS Clan Fraser. L'escorte du convoi («Force F») a été renforcée par le destroyer HMS Hotspur, et plus tard par les corvettes HMS Peony, Salvia, Gloxinia et HMS Hyacinth, bien que les corvettes aient plus tard été incapables de maintenir la vitesse avec le convoi. Ce groupe était commandé par le Vice-amiral Lancelot Holland.

## L'action
La partie la plus dangereuse de ce voyage serait le passage sicilien, l'écart relativement étroit entre le cap Bon en Afrique du Nord et la pointe sud-ouest de la Sicile.
L'Opération Collar était couverte, à une certaine distance au nord, par une force navale beaucoup plus forte, la Force H, commandée par l'amiral James Somerville . Celle-ci comprenait le croiseur de bataille HMS Renown, le porte-avions HMS Ark Royal, les croiseurs HMS Sheffield et HMS Despatch et neuf destroyers.

### Réaction italienne
La Regia Marina, au courant de cette opération, ont dépêché une force navale d'interception venant de Naples et de Messine. Celle-ci comprenait les 2 cuirassés Vittorio Veneto et Giulio Cesare, 6 croiseurs et 14 destroyers sous le commandement de l'amiral Inigo Campioni. Celle-ci fut accueilli par la force de couverture, la «Force H», et la Bataille du cap Teulada s'ensuivit. Les ordres de la flotte italienne leur interdisaient une rencontre décisive. Le destroyer italien Lanciere et le croiseur britannique Berwick ont été gravement endommagés durant ce bref affrontement.

### Conclusion
L'opération Collar a atteint tous ses objectifs initiaux. Après la bataille, la Force H de l'amiral Somerville a continué vers Malte jusqu'à la fin de l'après-midi le 27, date à laquelle, juste avant le cap Bon, ils sont retournés à Gibraltar. Le 28 novembre à minuit, le convoi a dépassé le cap Bon et a pris le cap pour rejoindre les forces de l’amiral Andrew Cunningham à Alexandrie. Peu de temps après, le convoi marchand se sépare : le Clan Fraser et le Clan Forbes se rendent à Malte et le New Zealand Star, escorté par les destroyers HMS Defender et HMS Hereward , continue vers Alexandrie. Ce petit convoi était également couvert par les croiseurs HMS Manchester et Southampton.